# Ugny-l'Équipée
Ugny-l'Équipée is een gemeente in het Franse departement Somme (regio Hauts-de-France) en telt 41 inwoners (2009). De plaats maakt deel uit van het arrondissement Péronne.

## Geografie
De oppervlakte van Ugny-l'Équipée bedraagt 2,9 km², de bevolkingsdichtheid is dus 14,1 inwoners per km².
De onderstaande kaart toont de ligging van Ugny-l'Équipée met de belangrijkste infrastructuur en aangrenzende gemeenten.

## Demografie
Onderstaande figuur toont het verloop van het inwonertal (bron: INSEE-tellingen).

## Externe links

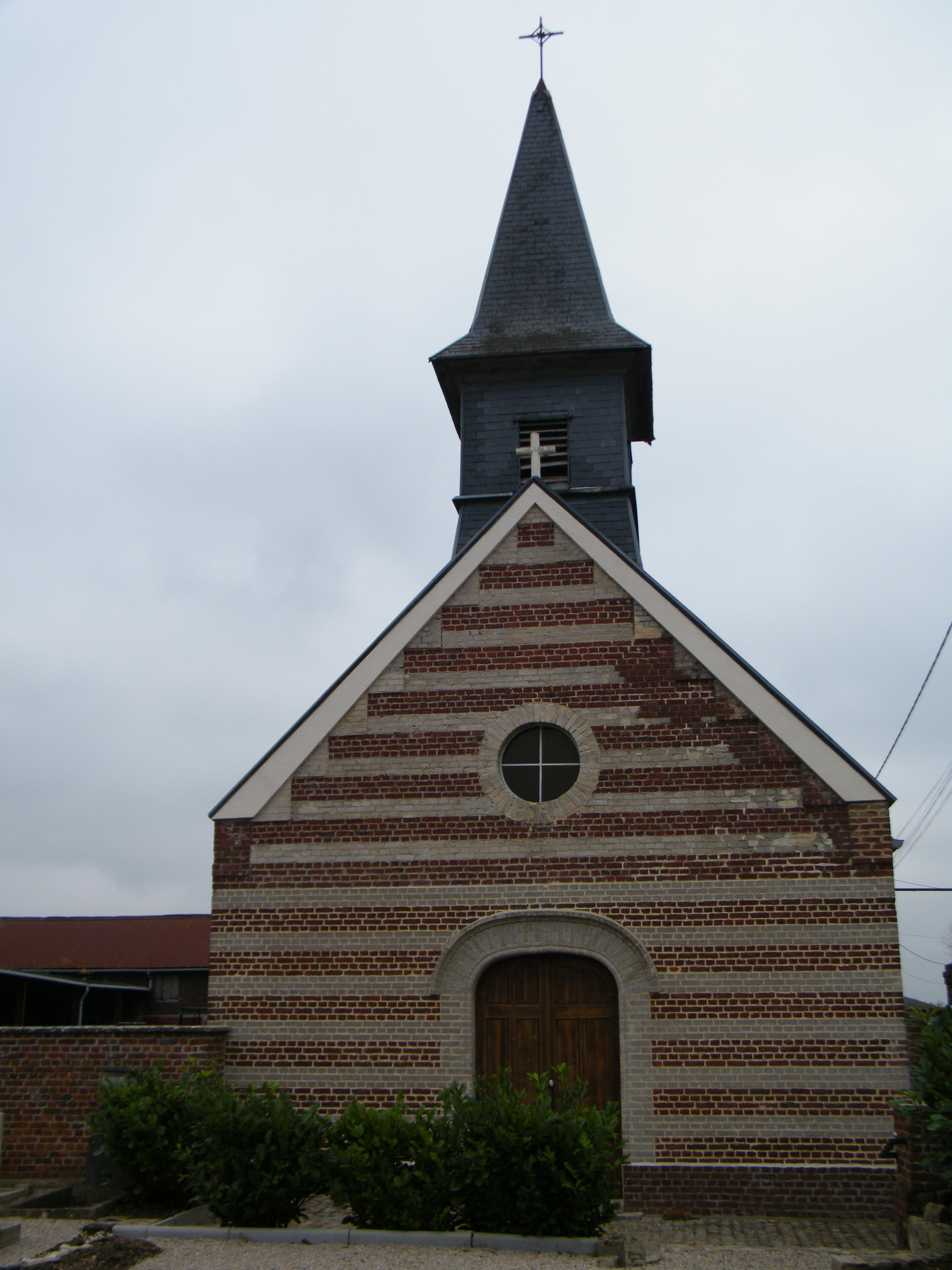
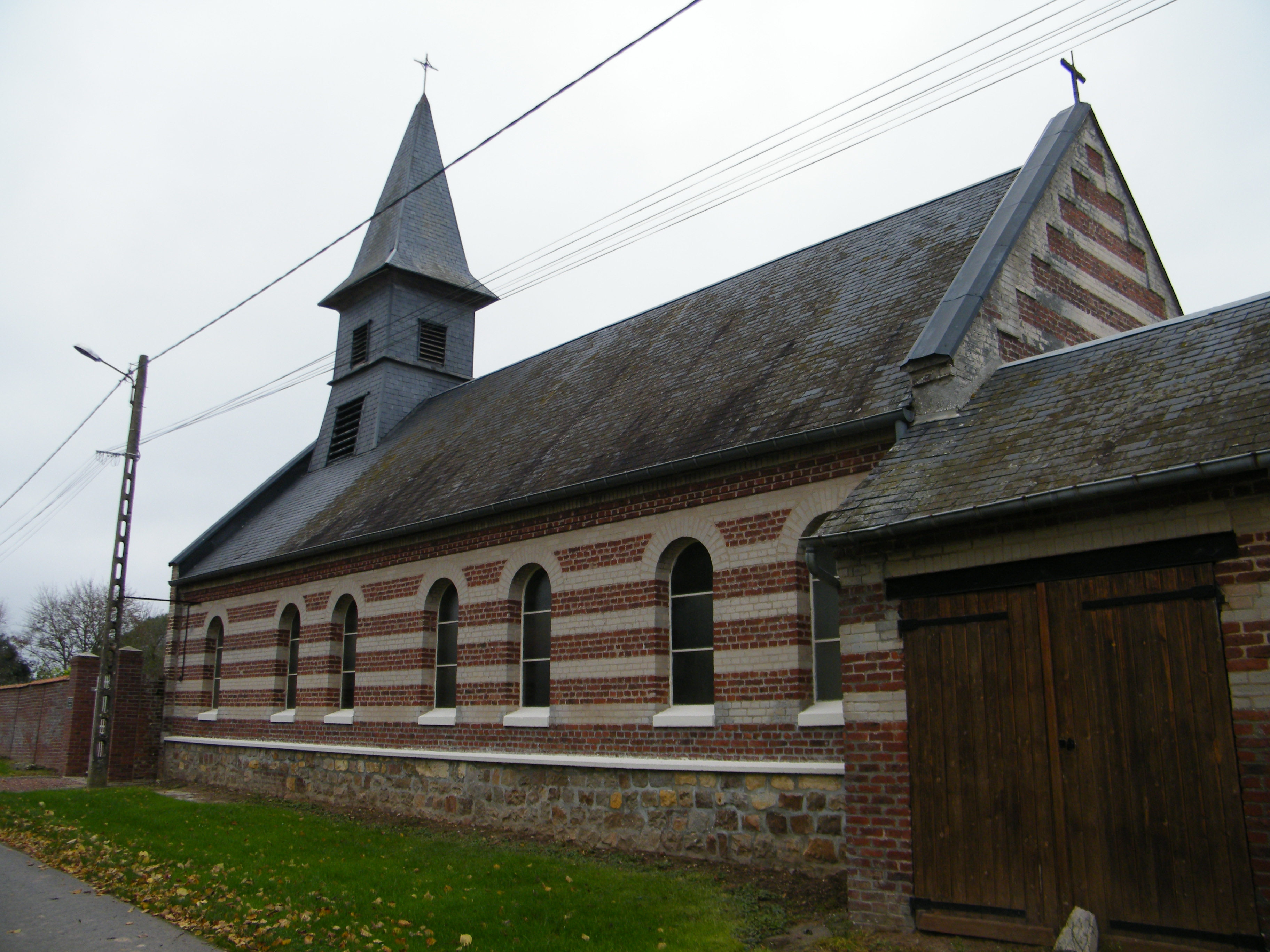
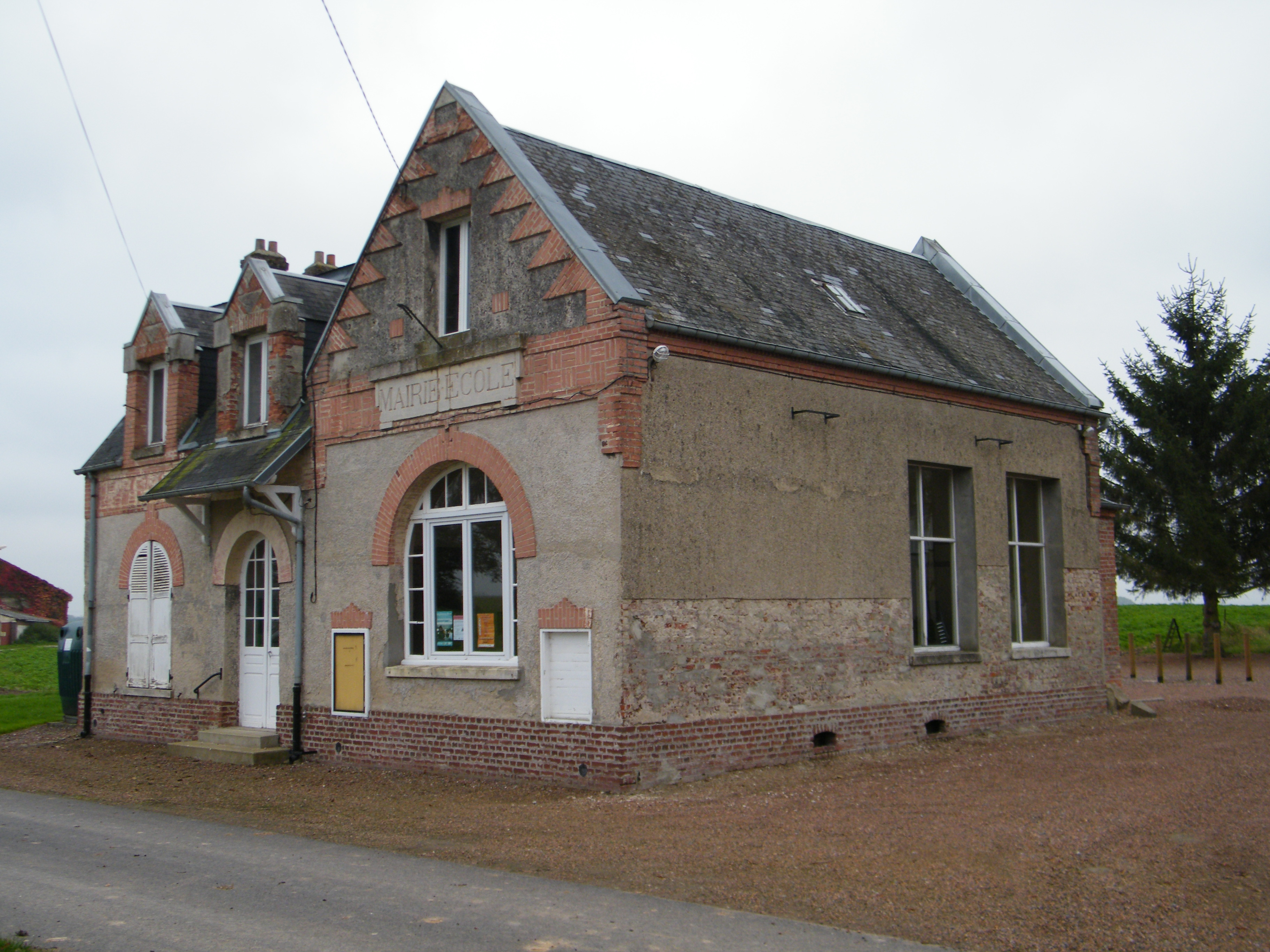